# حسین بیگلری‌پور
حسین بیگلری‌پور (درگذشتهٔ ۱۳۵۶) موسیقی‌دان، نوازندهٔ ویلن و رهبر ارکستر اهل ایران بود. او از نخستین نوازندگان ارکستر سمفونی بلدیه بود.

## زندگی هنری
حسین بیگلری‌پور از ۱۰ سالگی نواختن ساز ویُلن را آغاز کرد و تحصیلات موسیقی خود را در هنرستان عالی موسیقی پی گرفت. پس از پایان تحصیل، به ارکستر سمفونی بلدیه (ارکستر سمفونیک تهران) راه یافت و همکاری خود را با این ارکستر به رهبری غلامحسین مین‌باشیان آغاز نمود. او همچنین به تدریس ویلن در هنرستان عالی موسیقی مشغول شد و پس از مدتی به عنوان ناظم هنرستان برگزیده شد. وی در ادامهٔ فعالیت‌های هنری، به سمت رهبر و نوازندهٔ اول ویلن «ارکستر صبا» انتخاب شد. او پس از مدتی مدیریت ارکستر هنرستان موسیقی دختران را به عهده گرفت. او همچنین با ارکستر گلها به رهبری روح‌الله خالقی نیز همکاری داشت. حسین بیگلری‌پور شاگردان بسیاری را پرورش داد و غیر از نوازندگی، قطعاتی را نیز برای ارکستر آهنگسازی کرد.
منوچهر بیگلری (نوازندهٔ ترومپت) و محمد بیگلری‌پور (آهنگساز و رهبر ارکستر) فرزندان وی بودند. حسین بیگلری‌پور در سال ۱۳۵۶ درگذشت.